# Hotep
Pour l’article homonyme, voir Hotep (pharaon).

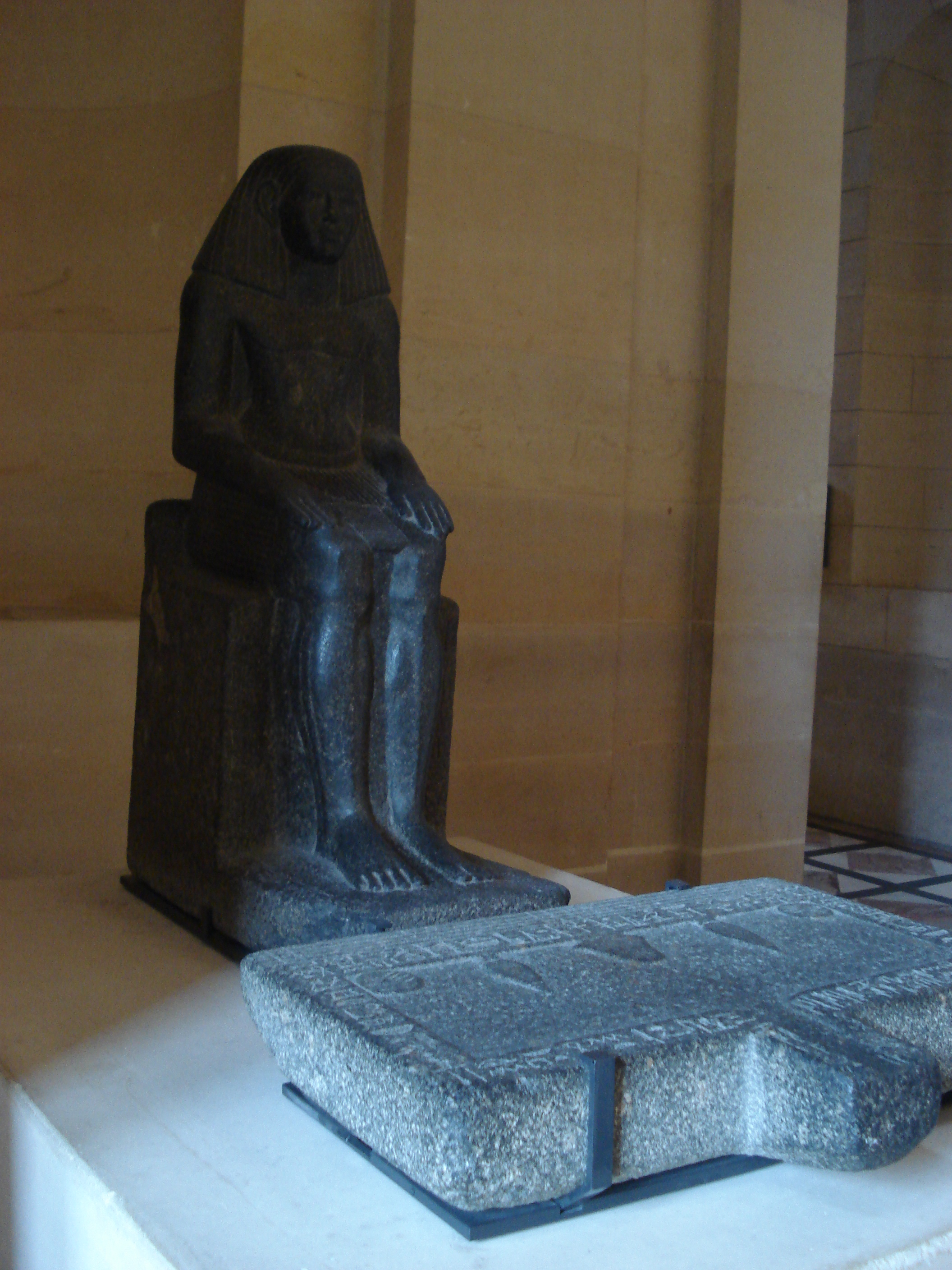
Table des offrandes Hotep.

Hotep (ḥtp ; également transcrit hetep) est un mot égyptien qui se traduit approximativement par « être en paix ». Le mot se réfère également à une « offrande » présentée rituellement à une divinité ou à une personne décédée, d'où « soyez heureux, soyez aimable, soyez en paix ». Il est rendu en hiéroglyphes sous forme d'autel / table d'offrande (signe Gardiner R4). Le mot ḥtp.w signifie « paix, contentement ». Davies interprète le concept de ḥtp comme « le résultat d'une action en accord avec Maât (l'ordre propre de l'univers) ».
La formule d'offrande commence par ḥtp-dj-nsw, « une offrande donnée par le roi ».
L'égyptien ancien ḥtp est devenu en copte hatp/hotp, « être content » et  hōtp, « être réconcilié »,.
On retrouve le mot Hotep dans les anciens noms égyptiens, tels que Hotepsekhemoui (ḥr ḥtp-sḫm.wj, « les deux puissances sont en paix »), le premier dirigeant de la IIe dynastie.

## Noms de personnes

### Pharaons
- Hotepsekhemoui (IIe dynastie)
- Montouhotep Ier, Montouhotep II, Montouhotep III, Montouhotep IV, Montuhotep V et Montuhotep VI (XIe à XVIe dynasties)
- Amenemhat Ier (nom du trône Sehetepibre) (XIIe dynastie)
- Sehotepibrê Sousekhtaouy (XIIIe dynastie)
- Hotepibrê Sahornedjheritef (XIIIe dynastie)
- Sobekhotep Ier, Sobekhotep II, Sobekhotep III, Sobekhotep IV, Merhotepre Sobekhotep V, Khâhoteprê Sobekhotep VI, Sobekhotep VII et Sobekhotep VIII (XIIIe à XVIe dynasties)
- Neferhotep Ier, Neferhotep II et Neferhotep III (XIIIe à XVIe dynasties)
- Merhoteprê Ini (XIIIe dynastie)
- Rahotep (XVIIe dynastie)
- Amenhotep Ier, Amenhotep II, Amenhotep III et Amenhotep IV, connu plus tard sous le nom d'Akhenaton (XVIIIe dynastie)

### Autres
- Imhotep (officiel de la IIIe dynastie)
- Ptahhotep (fonctionnaire de la Ve dynastie)
- Khnoumhotep Ier (nomarque de la XIIe dynastie)
- Hedjhotep (divinité mineure)
- Hétep-Hérès Ire, Hétep-Hérès II (reines de la IVe dynastie)
- Hétep-Hérès (princesse de la IVe dynastie)
- Néferhétepès (princesse de la IVe dynastie)
- Hathorhotep (princesse de la XIIe dynastie)

## Dans la culture populaire
- Nyarlathotep est une divinité ou un démon dans les histoires de HP Lovecraft, et le titre d'une nouvelle de 1920.
- Dans l'afrocentrisme et le nationalisme noir de la fin du XXe siècle, influencé par « l'hypothèse noire égyptienne », « Hotep » a été adopté comme formule ou salutation[8].
- Depuis les années 1990[9], « a Hotep » est utilisé pour désigner, dans certains cas péjoratifs, un partisan du nationalisme noir radical ou fanatique et obsédé par l'Égypte antique[10],[11]. Dans Dear White People (2018, saison 2, épisode 5), l'une des protagonistes découvre qu'un étudiant avec qui elle sort est « un Hotep », ce qui la pousse à mettre fin à la relation.
- Hotep est l'un des conseillers de Pharaon dans le film épique d'animation Le Prince d'Égypte (1998).
- Le titre de la comédie américaine Bubba Ho-tep (2002) fait référence au surnom d'une momie réanimée qui porte un chapeau de cow-boy.